# Erdős–Anning-tétel
Az Erdős–Anning-tétel kimondja, hogy ha egy síkon található végtelen sok pont között páronként egész szám távolság van, akkor azok a pontok egy egyenes mentén fekszenek (kollineárisak). A tételt Erdős Pálról és Norman H. Anningról nevezték el, aki a bizonyítást 1945-ben publikálta.

## Bizonyítás
Az Erdős–Anning-tétel bizonyításához hasznos, ha szigorúbban fogalmazzuk meg, konkrét határt megállapítva az egész távolságú pontok számára nézve, a pontok közötti maximális távolság függvényében. Specifikusabban, ha három vagy több, nem kollineáris pont egymástól az egész szám {\displaystyle \delta } távolságra fekszik, akkor legfeljebb {\displaystyle 4(\delta +1)^{2}} egész távolságú pont adható hozzá a halmazhoz.
Hogy ezt beláthassuk, tekintsük az A, B és C nem kollineáris elemeit az S egész távolságú ponthalmaznak, melyek távolsága legfeljebb {\displaystyle \delta }! Legyen továbbá {\displaystyle d(A,B)}, {\displaystyle d(A,C)} és {\displaystyle d(B,C)} a három pont közötti távolságok. Legyen X az S halmaz bármely más pontja. A háromszög-egyenlőtlenségből következik, hogy {\displaystyle |d(A,X)-d(B,X)|} nemnegatív egész szám, értéke legfeljebb {\displaystyle \delta }. Minden egyes {\displaystyle \delta +1} egész értékre ezen a területen a {\displaystyle |d(A,X)-d(B,X)|=\delta +1} egyenlet megoldásai olyan hiperbolát alkotnak, aminek A és B a fókuszpontjai, és X-nek az egyik ilyen {\displaystyle \delta +1} hiperbolán kell helyet foglalnia. Hasonlóan gondolkozva, X-nek ugyancsak rajta kell lennie a B és C fókuszpontú {\displaystyle \delta +1} hiperbolák valamelyikén. Minden egyes hiperbolapárnak, tehát az A és B pontok által, valamint a B és C pontok által meghatározottaknak, legfeljebb négy metszéspontja lehet, és S minden pontjának (beleértve az A, B és C pontokat is) az egyik ilyen metszésponton kell feküdnie. Mivel a hiperbolapároknak legfeljebb {\displaystyle 4(\delta +1)^{2}} metszéspontjuk lehet, így S legfeljebb {\displaystyle 4(\delta +1)^{2}} pontot tartalmazhat.

## Maximális, egész távolságú ponthalmazok
A tétel más megfogalmazási módja az lehet, hogy egész távolságú nem kollineáris pontok halmaza a síkon csak véges sok további egész távolságú ponttal egészíthető ki, míg nem lehet már új pontot hozzáadni. Az egész koordinátájú és egész távolságú olyan ponthalmazokat a síkban, melyekhez már nem lehet további ilyen tulajdonságú pontokat adni, Erdős-féle diofantoszi gráfnak nevezzük.

## Racionális számok vs. egész számok
Még ha nem is létezik olyan, nem kollineáris végtelen ponthalmaz, ahol a pontok távolsága páronként egész számokat ad, találhatunk olyat, ahol a távolságok racionális számok. Például nevezzük S-nek az egységkör azon pontjainak halmazát, {\displaystyle (\cos \theta ,\sin \theta )} melyekre {\displaystyle \tan {\frac {\theta }{4}}} racionális. Minden ilyen pontra {\displaystyle \sin {\frac {\theta }{2}}} és {\displaystyle \cos {\frac {\theta }{2}}} is racionálisak, és ha {\displaystyle \theta } és {\displaystyle \phi } két pontot határoznak meg S-ben, akkor távolságuk a következő racionális szám: {\displaystyle |2\sin {\frac {\theta }{2}}\cos {\frac {\phi }{2}}-2\sin {\frac {\phi }{2}}\cos {\frac {\theta }{2}}|}. Általánosabban, egy {\displaystyle \rho } sugarú kör pontosan akkor tartalmazza egymástól racionális távolságú pontok sűrű részhalmazát, ha {\displaystyle \rho ^{2}} racionális szám.
Bármilyen véges S, egymástól racionális távolságra lévő pontokat tartalmazó halmazra található vele hasonló, egész távolságra lévő ponthalmaz, ha az S-et nagyítjuk a benne lévő távolságok legkisebb közös nevezőjével. Ebből következik, hogy tetszőlegesen nagy, egymástól egész távolságra lévő ponthalmazok előállíthatók. Mivel azonban az S elemszámának növelése a nagyítási faktort növelheti, ez a konstrukciós módszer nem engedi meg, hogy végtelen elemszámú racionális távolságú ponthalmazt végtelen elemszámú egész távolságú ponthalmazzá alakítsunk át.
Nem ismeretes, hogy létezik-e olyan, egymástól racionális távolságra lévő pontokat tartalmazó halmaz, ami az euklideszi sík sűrű részhalmazát alkotja.